# Giorgio Rosato
Giorgio Rosato (Sant'Eusanio del Sangro, 8 giugno 1952) è un giornalista e scrittore italiano.

## Biografia
Nato a Sant'Eusanio del Sangro, comune della provincia di Chieti, ha iniziato sin da giovane a coltivare la passione per la fotografia, viaggiando intorno al mondo.
Dal 1980 al 1983 ha collaborato con varie riviste di turismo come Gente Viaggi, Tuttoturismo, Atlante, Weekend, di fotografia, tra cui Reflex e Fotografare, e del settore automobilistico, come Quattroruote, Gente Motori e Automobilismo, nel frattempo ha collaborato con Longanesi per  la stesura dell'opera "Scuola di Fotografia", contribuendo alla realizzazione di sette volumi ed ha conseguito il diploma di giornalismo presso l'Istituto Superiore di Giornalismo e Tecniche Audiovisive dell'Università di Camerino.
Tra il 1982 ed il 1984, grazie al materiale fotografico prodotto nel corso dei suoi viaggi, ha realizzato tre mostre fotografiche, organizzate con il patrocinio del Comune di Roma: "Un obiettivo intorno al mondo", "Un obiettivo sulla natura" e "La condizione femminile nei paesi del Terzo Mondo". Ha svolto inoltre una intensa collaborazione con la Rai come consulente nel settore dei viaggi-avventura e del trekking. 
Dal 1984 al 1985 è stato redattore del mensile Caravanning, collaborando contemporaneamente al quotidiano Reporter come responsabile della pagina del turismo, nel 1986 ha lavorato nei periodici musicali Ciao 2001, Hallò e Music, e nell'estate successiva, sponsorizzato dalla multinazionale statunitense Philip Morris e patrocinato dal WWF, ha guidato la "Fitzcarraldo Expedition", la prima spedizione italiana nel cuore dell'Amazzonia peruviana, in una regione ancora inesplorata, raggiungendo per la prima volta l'Istmo di Fitzcarrald.
Dal 1988 al 1989 è stato capo-redattore del mensile di politica ed economia TOP Magazine, nel 1991 ha fondato l'agenzia giornalistica "New Explorer", una struttura multimediale specializzata nella produzione di audiovisivi, libri, video, editing e reportage di viaggio.
Dal 1993 ha collaborato con il mensile Autoruote 4x4 occupandosi di tecnica di guida, prove, itinerari, turismo e accessori, di cui successivamente è diventato direttore responsabile, l'anno successivo ha vinto il premio giornalistico "Un carburante per il futuro", assegnato dal Consorzio Italiano GPL Autotrazione.
Nel biennio 1997-98 ha curato una serie di Corsi di Guida in fuoristrada per la Polizia di Stato, realizzando sei video e un libro, nell'inverno del 1998 ha guidato la spedizione "Sahara Challenge Magnum-Pirelli", attraversando le dune sahariane del Grand Erg Orientale con un solo veicolo off-road.
Nel 2000 ha fondato l'annuario Storia del Fuoristrada, nel 2005 è chiamato dalla Hobby & Work per realizzare due opere a fascicoli dedicate all'Hummer H2 e al Land Rover Defender.
Tra il 2002 e il 2004 realizza diverse spedizioni sahariane in collaborazione con Toyota, Land Rover e Mitsubishi.
Dal 2005 al 2007 è responsabile della pagina motori di Ulisse, il fly-magazine di Alitalia e successivamente, nel gennaio 2007, assume l'incarico di direttore editoriale del sito Mondofuoristrada.it.
Nel 2009 acquisisce dalla Cantelli Editore la testata "Autoruote 4x4" che, a partire dal mese di dicembre, viene pubblicata dalla New Explorer, il 1º dicembre dello stesso anno si dimette dal ruolo di direttore editoriale di mondofuoristrada.it per fondare autoruote4x4.com, il nuovo web magazine italiano interamente dedicato alla mobilità a trazione integrale.

## Opere
- Gran Bretagna Oggi, Edizioni Leti, 1988.
- Pianeta 2000, Edizioni Leti, 1988.
- Starbene in viaggio, Edizioni Leti, 1988.
- Il paradiso dei Caraibi, Edizioni Leti, 1989.
- Mal d'Africa, Edizioni Leti, 1989.
- Colombia, Calderini, 1990.
- Viaggi e Salute, Edipress, 1991.
- Manuale del plein-air, Calderini, 1991.
- La medicina della vacanza, Calderini, 1991.
- Guida al Sahara, Odos, 1992.
- Guida al Venezuela, Odos, 1992.
- Manuale di fotografia, Calderini, 1992.
- Guida al Canavese, Demetra, 1993.
- Professione reporter, Demetra, 1994.
- Manuale di guida in fuoristrada, Magnum, 1997.
- Scuola di fotogradia - Il paesaggio, Demetra, 1997.
- Scuola di fotogradia - Il ritratto, Demetra, 1997.
- Torino: luoghi d'incanto, Demetra, 1998.
- 40 itinerari off-road, Graphot, 1998.
- Manuale di guida in fuoristrada, Nissan, 1999.
- L'arte di avere un'amante, Lingham, 1999.
- Storia del fuoristrada (I), New Explorer, 2000.
- Manuale dell'off-road, Calderini, 2000.
- Lanciano: i luoghi della fede, New Explorer, 2001.
- Storia del fuoristrada (II), New Explorer, 2001.
- 14 itinerari off-road (vol 1), Cantelli Editore, 2001.
- Off-Roading (vol 1), Cantelli Editore, 2001.
- Storia del fuoristrada (III), New Explorer, 2002.
- Off-Roading (vol 2), New Explorer, 2002.
- 14 itinerari off-road (vol. 2), Cantelli Editore, 2002.
- 14 itinerari off-road (vol. 3), Cantelli Editore, 2003.
- Valli di Lanzo e Valli di Susa in 4x4, Arti Grafiche San Rocco, 2003.
- Manuale dell'off-roader, Cantelli Editore, 2003.
- 14 itinerari off.road (vol 4), Cantelli Editore, 2003.
- Storia del fuoristrada (IV), New Explorer, 2004.
- Lanciano sulla tela, New Explorer, 2004.
- Art & Car, New Explorer, 2005.
- Storia del fuoristrada (V), New Explorer, 2005.
- Storia del fuoristrada (VI), New Explorer, 2006.
- Passione Fuoristrada, Hobby&Work, 2007.
- Land Rover: la leggenda, Hobby&Work, 2007.
- Storia del fuoristrada (VII), New Explorer, 2007.
- Off-road a stelle&strisce, Hobby&Work, 2007.
- Land Rover: gli anni del boom, Hobby&Work, 2007.
- Storia del fuoristrada (VIII), New Explorer, 2008.
- Powered by ART, New Explorer, 2008.